# Brookville, Ohio
Brookville là một thành phố thuộc quận Montgomery, tiểu bang Ohio, Hoa Kỳ. Năm 2010, dân số của thành phố này là 5884 người.

## Dân số
- Dân số năm 2000: 5289 người.
- Dân số năm 2010: 5884 người.